# SN 2006gy
SN 2006gy – druga co do jasności supernowa spośród odkrytych do tej pory (zgodnie z obliczeniami Roberta Quimby'ego SN 2005ap osiągnęła wyższą jasność absolutną). Rozbłysła w galaktyce NGC 1260 w gwiazdozbiorze Perseusza. Odkryli ją uczestnicy projektu Texas Supernova Search. Najprawdopodobniej jest supernową typu pair instability, możliwe jest także, że była to nowa kwarkowa.

## Odkrycie
SN 2006gy została wykryta 18 września 2006 przez automatyczny teleskop optyczny pracujący w ramach projektu Texas Supernova Search. Przez 70 dni powoli zwiększała swoją jasność, osiągając ostatecznie wartość około 10-krotnie wyższą niż galaktyka, w której rozbłysła (czyli 50 miliardów razy wyższą od Słońca). Jej maksymalna jasność absolutna wyniosła około -22m. Potem rozpoczęła powolne wygasanie.

## Niezwykła jasność
Jasność maksymalna, powolny jej wzrost i spadek i całkowita ilość energii wypromieniowanej przez supernową powodują, że nie daje się ona sklasyfikować do żadnego ze znanych do tej pory typów. Jedna z możliwych interpretacji zakłada, że SN 2006gy eksplodowała wewnątrz gęstej chmury gazu. Pozostałości gwiazdy zderzałyby się z gazem, wytwarzając falę uderzeniową, przetwarzającą energię wybuchu na światło.
Kolejne obserwacje przeprowadzone przy użyciu teleskopów optycznych w Kalifornii i na Hawajach wykazały, że pozostałości po gwieździe poruszają się z prędkością bliską prędkości światła w próżni ku otaczającej gwiazdę chmurze oddalającej się z szybkością 700 tys. km/h. Chmura została prawdopodobnie wyrzucona przez gwiazdę przed eksplozją.
Dane pozyskane przez teleskop kosmiczny Chandra 56 dni po wybuchu, pokazały, że SN 2006gy jest stosunkowo słabym źródłem promieni X. Pomimo zderzeń pozostałości supernowej z otaczającą chmurą, jest ona zbyt rzadka, aby wyjaśnić obserwowaną jasność SN 2006gy.
Inne możliwe wyjaśnienie zakłada, że w wyniku wybuchu powstała duża ilość radioaktywnego izotopu niklu 56Ni. Jego rozpad, m.in. do kobaltu, mógłby dostarczyć pozostałościom po gwieździe dostateczną ilość energii, aby na kilka miesięcy podwyższyć jasność supernowej. Sytuacja taka zdarza się, gdy biały karzeł o masie maksymalnie 1,4 masy Słońca staje się niestabilny i zostaje rozerwany przez wybuch termojądrowy, w wyniku którego powstaje, obok innych pierwiastków ciężkich, radioaktywny nikiel, w ilości rzędu ułamka masy Słońca. Aby osiągnąć niezwykłą jasność SN 2006gy potrzeba jednak około 50-krotnie większej ilości 56Ni, co wyklucza, aby jej przodek był białym karłem, którego masa wynosiłaby maksymalnie 1,4 M☉.

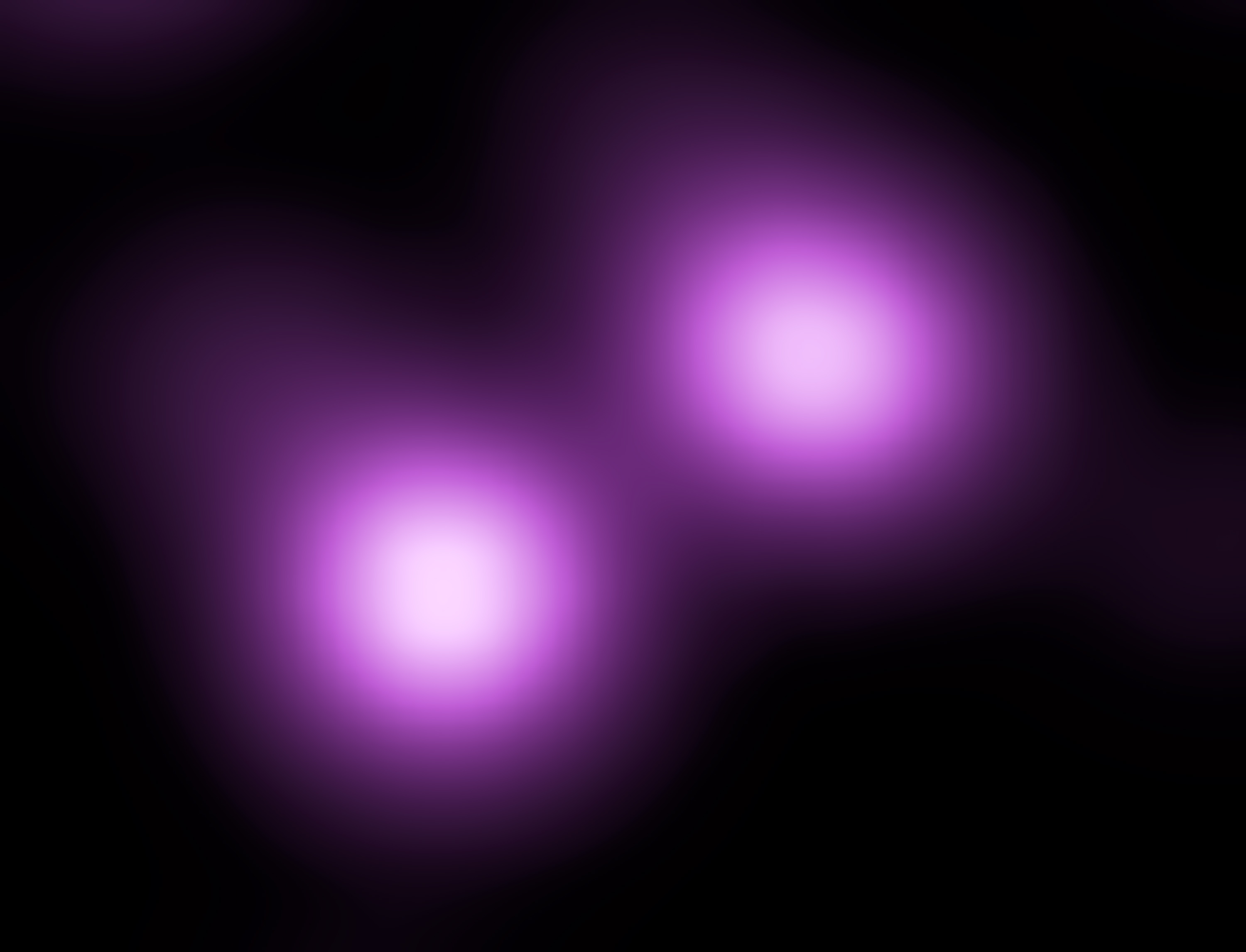
Zdjęcie w zakresie promieniowania X wykonane przez teleskop kosmiczny Chandra

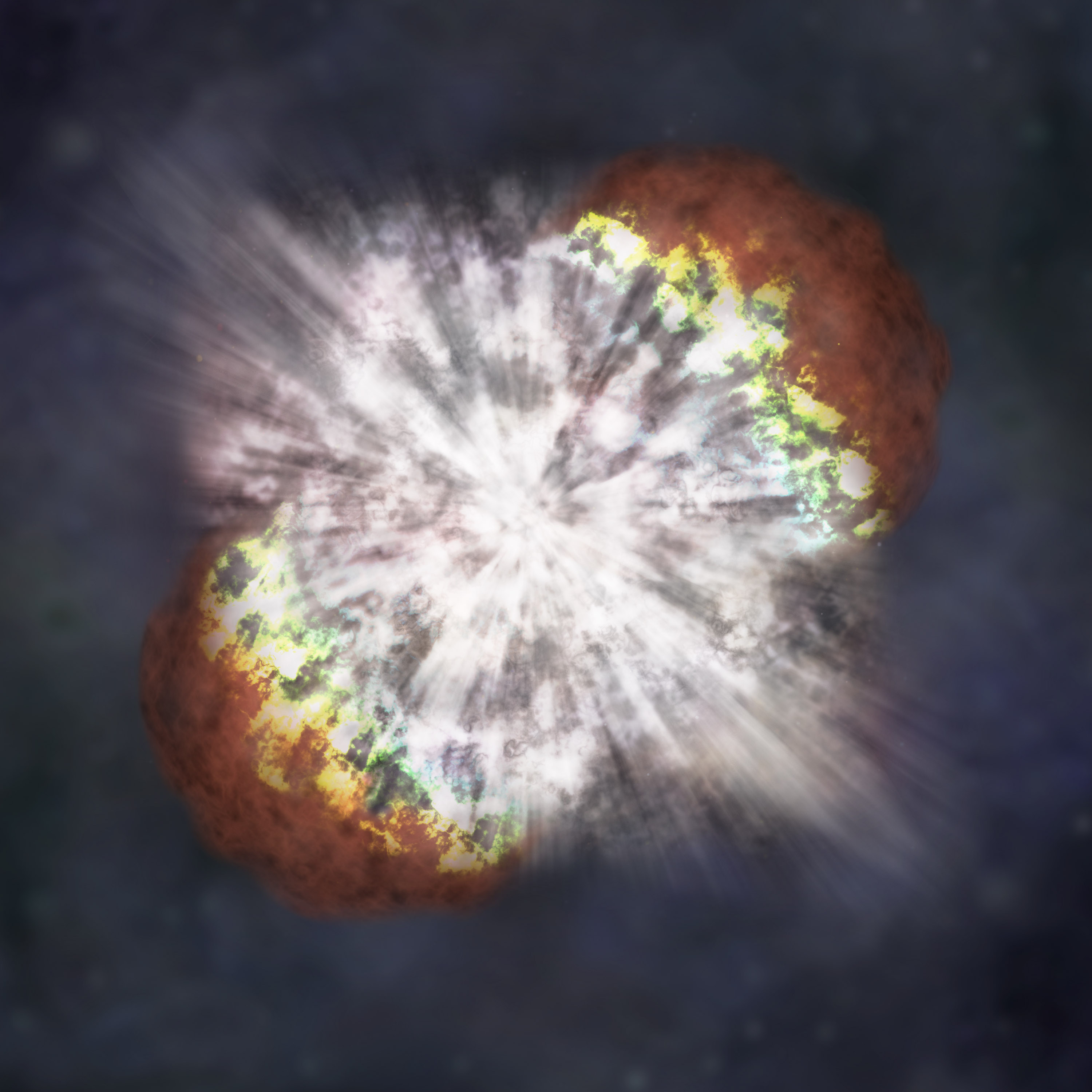
Artystyczna wizja wybuchu SN 2006gy

## Nowa droga ewolucji gwiazd
Pięćdziesięciokrotnie większa masa przodka również nie rozwiązuje problemu. Obliczenia teoretyczne wskazują, że gwiazdy o masie ok. 40 M☉ i wyższej zapadają się bezpośrednio do czarnej dziury z pominięciem eksplozji supernowej.